# Monety kolekcjonerskie III RP w 2012
W 2012 r. Narodowy Bank Polski wyemitował 20 monet kolekcjonerskich o wartości od 10 do 500 złotych. Z okazji odbywających się w Polsce i na Ukrainie Mistrzostw Europy w Piłce Nożnej, NBP wspólnie z Narodowym Bankiem Ukrainy wyprodukował serię uzupełniających się monet o nominałach 10 złotych i 10 hrywien. Ponadto wyemitowano cztery uzupełniające się monety o wartości 10 złotych każda.

## Spis monet
| Moneta                                                            | Nominał               | Stop   | Średnica (mm)       | Masa (g) | Nakład | Data emisji  | Projektant                | Wizerunek    |
| ----------------------------------------------------------------- | --------------------- | ------ | ------------------- | -------- | ------ | ------------ | ------------------------- | ------------ |
| Wielka Orkiestra Świątecznej Pomocy - 20 lat                      | 10 złotych            | Ag 925 | 28,7 x 30 (klipa)   | 14,14    | 60 000 | 5 stycznia   | Urszula Walerzak          | Awers Rewers |
| 150-lecie bankowości spółdzielczej w Polsce                       | 10 złotych            | Ag 925 | 32                  | 14,14    | 40 000 | 23 lutego    | Dominika Karpińska-Kopiec | Awers Rewers |
| Polacy ratujący Żydów - rodzina Ulmów, Kowalskich, Baranków       | 20 złotych            | Ag 925 | 38,61               | 28,28    | 40 000 | 15 marca     | Grzegorz Pfeifer          | Awers Rewers |
| Stefan Banach                                                     | 10 złotych            | Ag 925 | 32                  | 14,14    | 45 000 | 3 kwietnia   | Robert Kotowicz           | Awers Rewers |
| Stefan Banach                                                     | 200 złotych           | Au 900 | 27                  | 15,50    | 4 000  | 3 kwietnia   | Robert Kotowicz           | Awers Rewers |
| 150 lat Muzeum Narodowego w Warszawie                             | 10 złotych            | Ag 925 | 32                  | 14,14    | 45 000 | 15 maja      | Ewa Tyc-Karpińska         | Awers Rewers |
| Mistrzostwa Europy w Piłce Nożnej UEFA 2010-12                    | 10 złotych 10 hrywien | Ag 925 | 50 x 27,3 (klipa)   | 33,63    | 10 000 | 4 czerwca    |                           | Awers Rewers |
| Mistrzostwa Europy w Piłce Nożnej UEFA 2010-12                    | 4 X 10 złotych        | Ag 925 | 28,8 x 28,8 (klipa) | 14,14    | 15 000 | 4 czerwca    | Urszula Walerzak          | Awers Rewers |
| Mistrzostwa Europy w Piłce Nożnej UEFA 2010-12                    | 20 złotych            | Ag 925 | 36,2 x 36,2 (klipa) | 28,28    | 35 000 | 4 czerwca    | Robert Kotowicz           | Awers Rewers |
| Mistrzostwa Europy w Piłce Nożnej UEFA 2010-12                    | 100 złotych           | Au 900 | 21                  | 8        | 4 000  | 4 czerwca    | Robert Kotowicz           | Awers Rewers |
| Mistrzostwa Europy w Piłce Nożnej UEFA 2010-12                    | 500 złotych           | Au 999 | 40                  | 62,20    | 1 000  | 4 czerwca    | Robert Kotowicz           | Awers Rewers |
| Polska Reprezentacja Olimpijska Londyn 2012                       | 10 złotych            | Ag 925 | 32                  | 14,14    | 50 000 | 12 lipca     | Andrzej Nowakowski        | Awers Rewers |
| Polska Reprezentacja Olimpijska Londyn 2012                       | 200 złotych           | Au 900 | 27                  | 15,50    | 5 000  | 12 lipca     | Andrzej Nowakowski        | Awers Rewers |
| Krzemionki Opatowskie Seria: Zabytki Kultury Materialnej w Polsce | 20 złotych            | Ag 925 | 38,61               | 28,28    | 45 000 | 18 lipca     | Ewa Tyc-Karpińska         | Awers Rewers |
| Bolesław Prus                                                     | 10 złotych            | Ag 925 | 32                  | 14,14    | 30 000 | 20 września  | Roussanka Nowakowska      | Awers Rewers |
| Bolesław Prus                                                     | 200 złotych           | Au 900 | 27                  | 15,50    | 3 000  | 20 września  | Roussanka Nowakowska      | Awers Rewers |
| Piotr Michałowski Seria: Polscy Malarze XIX/XX wieku              | 20 złotych            | Ag 925 | 40 x 28 (klipa)     | 28,28    | 30 000 | 28 listopada | Dobrochna Surajewska      | Awers Rewers |